# مقاتل (فلم 2024)
المقاتل (بالإنجليزية: Fighter) هو فيلم أكشن هندي باللغة الهندية صدر عام 2024 من إخراج سيدهارث أناند ، استنادًا إلى قصة كتبها مع رامون شيب . تم إنتاج الفيلم بواسطة استوديوهات فياكوم 18 ومارفليكس بيكتشرز ، وهو من بطولة هريثيك روشان ، وديبيكا بادوكون وأنيل كابور ، ويعد هذا الفيلم الجزء الأول من سلسلة أفلام المخطط عملها مستقبلاً.  
تم الإعلان عن الفيلم في 10 يناير 2021. تم تأجيل مرحلة ما قبل الإنتاج نتيجة لوباء كوفيد -19 . بدأ التصوير الرئيسي أخيرًا في نوفمبر 2022 مع استمرار التصوير في جداول زمنية مختلفة عبر آسام وحيدر أباد وجامو وكشمير ومومباي ، واختتم في أواخر أكتوبر. عمل طلاب القوات الجوية الهندية الحقيقية في الفيلم.  يحتوي الفيلم على إشارات إلى هجوم بولواما 2019 ، غارة بالاكوت الجوية 2019 والمناوشات الحدودية بين الهند وباكستان 2019 .   يبدو أن الفيلم مستوحى إلى حد ما من فيلم توب غان ، على الرغم من أنه أحدث فرقًا كافيًا للجمهور الهندي. 
كان من المقرر في الأصل إصدار فيلم المقاتل في دور العرض في 30 سبتمبر 2023، لكن تأخيرات الإنتاج تسببت في تأخير تاريخ الإصدار إلى 25 يناير 2024، بالتزامن مع عطلة نهاية الأسبوع في يوم الجمهورية . تلقى الفيلم آراء متباينة وحقق إيرادات بلغت 337.2 كرور روبية هندية (56 مليون دولار أمريكي) في جميع أنحاء العالم ليحتل المرتبة الثانية في الفيلم الهندي الأكثر ربحًا لعام 2024 . 

## القصة
في سريناجار ، جامو وكشمير ، منظمة إرهابية بقيادة أزهر أختار، تخطط لمهاجمة الهند، باستهداف قاعدة محطة سريناجار الجوية التابعة للقوات الجوية الهندية .
تم تعيين كابتن المجموعة راكيش جاي سينغ "روكي" لمواجهة التهديد وتشكيل فريق يسمى "تنانين الجو" يتكون من طيارين مقاتلين ماهرين. ويضم الفريق قادة السرب شامشير باثانيا "باتي" ، ومنال راثور "ميني" ، وسارتاج جيل "تاج" ، وبشير خان "باش" ، وسوخديب سينغ "سوخي" . أثناء التدريب يترابط أعضاء الفريق وتصبح علاقتهم قوية ببعضهم البعض ، وتصبح لدى ميني مشاعر رومانسية تجاه باتي. الا أن باتي يطارده ماضيه الصعب الذي يتذكره دائما وهو ومقتل خطيبته الطيارة في مهمة سابقة. وخلال ذلك تم هجوم أرهابي من قبل جماعات أختار على قافلة جنود قوة الشرطة الاحتياطية المركزية في بولواما الذين حضروا لايقاف المظاهرات في المدينة .
ردًا على ذلك، خططت القوات الجوية الهندية، جنبًا إلى جنب مع عميلة جناح البحث والتحليل الهندي زارينا بيجوم، لهجوم مضاد على قاعدة أختار في بالاكوت . وعلى الرغم من النجاح في المهمة، إلا أن النتائج تسببت في صراع بين الهند وباكستان. ونتيجة لذلك شنت القوات الجوية الباكستانية هجوما انتقاميا على القاعدة الهندية فتقوم القوات الجوية الهندية بالدفاع عن نفسها ولحماية القاعدة الا ان القوات الجو الباكستانية كانت قد حضرت كمين لاستدراج الطائرات الجو الهندية لعبور الحدود لباكستان وتشويش اجهزة الطائرات ومن ثم محاصرتها وكان سبب ذلك هو عناد باتي الرغم من أوامر القائد روكي، يعبر باتي وتاج وباش الحدود الهندية الباكستانية . بعد ذلك ، أسقط الطيارون الباكستانيون طائرة تاج وباش مما أدى إلى أسرهم. وتم أيقاف باتي من "تنانين الجو" ومعاقبته لعصيان الأوامر وتعيينه كمدرب طيران في أكاديمية القوات الجوية في حيدر أباد . كشف روكي لميني أنه يحمل ضغينة ضد باتي لأنه سمح لخطيبته، ناينا جاي سينغ (التي تم الكشف عن أنها أخت روكي الصغرى)، بالموت في مهمة إنقاذ سابقة.
أعلنت الحكومة الباكستانية أنها سترافق تاج وباش بأمان إلى الهند. ومع ذلك، بينما ينتظر الفريق وصولهم، ليخبر سوخي باتي أن باش قُتل بوحشية على يد أختار وقام بسجن تاج وانه مصاب بجروح بالغة بسبب التعذيب. ليعقد باتي العزم ويتحدى "باتي" الأوامر وينضم إلى مهمة سرية. نجح الفريق في التسلل إلى أراضي العدو وتمكن باتي من إنقاذ تاج وقتل أختار. في النهاية، ميني وباتي يتعانقان ويحتفلان بانتصارهما.

## الممثلون
- هريثيك روشان في دور قائد السرب "باتي"
- ديبيكا بادوكون بدور قائد السرب مينال "ميني"
- أنيل كابور في دور كابتن المجموعة راكيش "روكي"
- كاران سينغ في دور قائد السرب سارتاج "تاج"
- أكشاي أوبيروي بدور قائد السرب بشير "باش
- ريشابه ساوني في دور أزهر أختار
- سانجيدا شيخ في دور سانشي جيل، زوجة تاج
- أشوتوش رنا في دور أبهيجيت راثور، والد ميني (ظهور خاص).
- جيتا أجراوال في دور أوشا راثور، والدة ميني
- طلعت عزيز بدور السيد باثانيا، والد باتي
- شريب هاشمي بدور قائد الجناح فارثامان (شخصية مستوحاة من أبهيناندان فارثامان)
- سانجيف جايسوال في دور مجيد خان
- بافين سينغ في دور قائد السرب سوخديب "سوخي"
- ماهيش شيتي بدور قائد السرب راجان "أوني"
- سيرات ماست في دور قائدة السرب ناينا "إنجاي" ، أخت روكي وخطيبة باتي السابقة.
- نيشان خاندوجا في دور ضابط الطيران مانوج "بيردي"
- تشاندان ك أناند في دور قائد الجناح هاريش "نوتي"
- مشتاق كاك بدور مقصود أبرار
- فيناي فارما في دور العميد الجوي ديبياجيوتي "ديبو"
- هاريش خاطري رئيسًا لوزراء الهند
- رامون شيب في دور العميد الجوي أبهيجيت "أبهي" بالي، كبير مدربي أكاديمية IAF
- شاندرا شيخار دوتا في دور الجاسوس زارينا بيجوم
- سامفيدنا سووالكا في دور بيلا خان، زوجة باش
- جيتا سودهي في دور السيدة خان، والدة باش
- جورميت تشاولا بدور رئيس الأركان الجوية

## الإنتاج

### التطوير

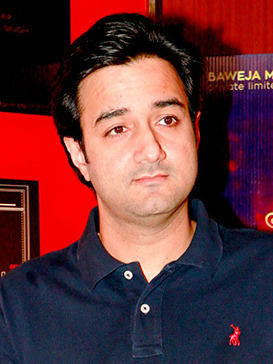
مخرج فيلم مقاتل سيدهارث أناند في عام 2016

أثار سيدهارث أناند فكرة صنع فيلم إثارة وأكشن بميزانية ضخمة تدور قصته حول طائرات مقاتلة وذلك أثناء تصوير فيلمه "الحرب" (2019). تحمس هريثيك روشان للفكرة الأساسية للقصة. وخلال فترة إغلاق الهند بسبب جائحة كوفيد-19، عمل أناند على تطوير القصة بشكل أكبر ثم سردها على هريثيك روشان الذي وافق لاحقًا على المشاركة في الفيلم. في ديسمبر 2020، وردت أنباء عن عودة الثنائي سيدهارث أناند وهريثيك روشان للعمل معًا في فيلم جديد بعد فيلمهما "حرب" (2019). 
تم الإعلان عن فيلم مقاتل رسميًا في 10 يناير 2021، بمناسبة عيد ميلاد هريثيك روشان.  الفيلم هو أول فيلم حركة جوي في الهند.   الفيلم من إنتاج سيدهارث أناند، جيوتي ديشباندي، أجيت أندير ، مامتا أناند، رامون شيب وأنكو باندي تحت لافتات استوديوهات فياكوم 18 مارفليكس بيكتشيرز.   تم إنتاج الفيلم بميزانية قدرها 250 كرور  .  
تم تصميم الفيلم لجمهور عالمي، وسيتضمن استخدام أحدث التقنيات وتقنيات التصوير. 

### ما قبل الإنتاج
رامون شيب ، ضابط وكاتب سابق بالجيش، كتب القصة بمساعدة سيدهارت أناند.  في وقت لاحق، قام أناند وفريقه من الكتاب بتطوير سيناريو الفيلم حلال فترة الإغلاق التام في الهند بسبب فيروس كورونا 2020 تحت إشراف هريثيك روشان.  قال أكشاي أوبيروي إن الفيلم يحتوي على مشاهد أكشن "أثقل بكثير" من مشاهد باثان (2023).  احتفظ أناند أيضًا بمعظم الفنيين المعياريين لديه بما في ذلك المصور السينمائي ساتشيث بولوز، والمحرر عارف شيخ، ومصمم الرقصات المثيرة سيونغ أوه، ومخرج الحركة سونيل رودريغز.   راج خاطري صمم ملصقات الفيلم. 
في سبتمبر 2022، بدأ روشان في تلقي ورش عمل وواصل تدريبًا على المحاكاة لمدة 12 أسبوعًا وتعلم الفروق الدقيقة في لعب دور طيار طائرة مقاتلة.  وأشرف على تدريباته كريس جيثين، حيث قام بتطوير عضلات البطن وخسارة الوزن.  في نوفمبر، زار القاعدة الجوية وأكاديمية تدريب القوات الجوية في تيلانجانا ، وقضى أيضًا وقتًا مع الطيارين والطلاب لمراقبة سلوكهم وفهم الطريقة التي يعملون بها. 
لقد عمل طلاب من القوات الجوية الهندية الواقعية في الفيلم. وقد تم نقلهم جواً من مقر القوات الجوية في دلهي ومن أكاديمية دونديجال للقوات الجوية بالقرب من حيدر أباد. 

### التمثيل
في يناير 2021، تم الإعلان رسميًا عن ديبيكا بادوكون وهريثيك روشان كبطولتين لفيلمهما الأول معًا.  روشان بدور باتي، ضابط في القوات الجوية.  وكشف روشان عن شخصيته بأنها "شابة وعفوية وقصيرة الغضب".  تلعب ديبيكا بادكون أيضًا دور ضابط في القوات الجوية ولديها العديد من مشاهد الحركة في الفيلم.   تلقى كل منديبيكا بادوكون وهريثيك روشان تدريبًا على فنون الدفاع عن النفس لأدوارهما.  انضم أنيل كابور إلى فريق التمثيل في ديسمبر 2021  وحضر كاران سينغ جروفر وأكشاي أوبيروي بحلول نوفمبر 2022  وفي مارس 2023، انضم طلعت عزيز إلى فريق العمل ليلعب دور والد باتي في الفيلم.  في مايو 2023، تم التأكيد على أن سانجيدا شيخ ستلعب دورًا رئيسيًا. 

### التصوير

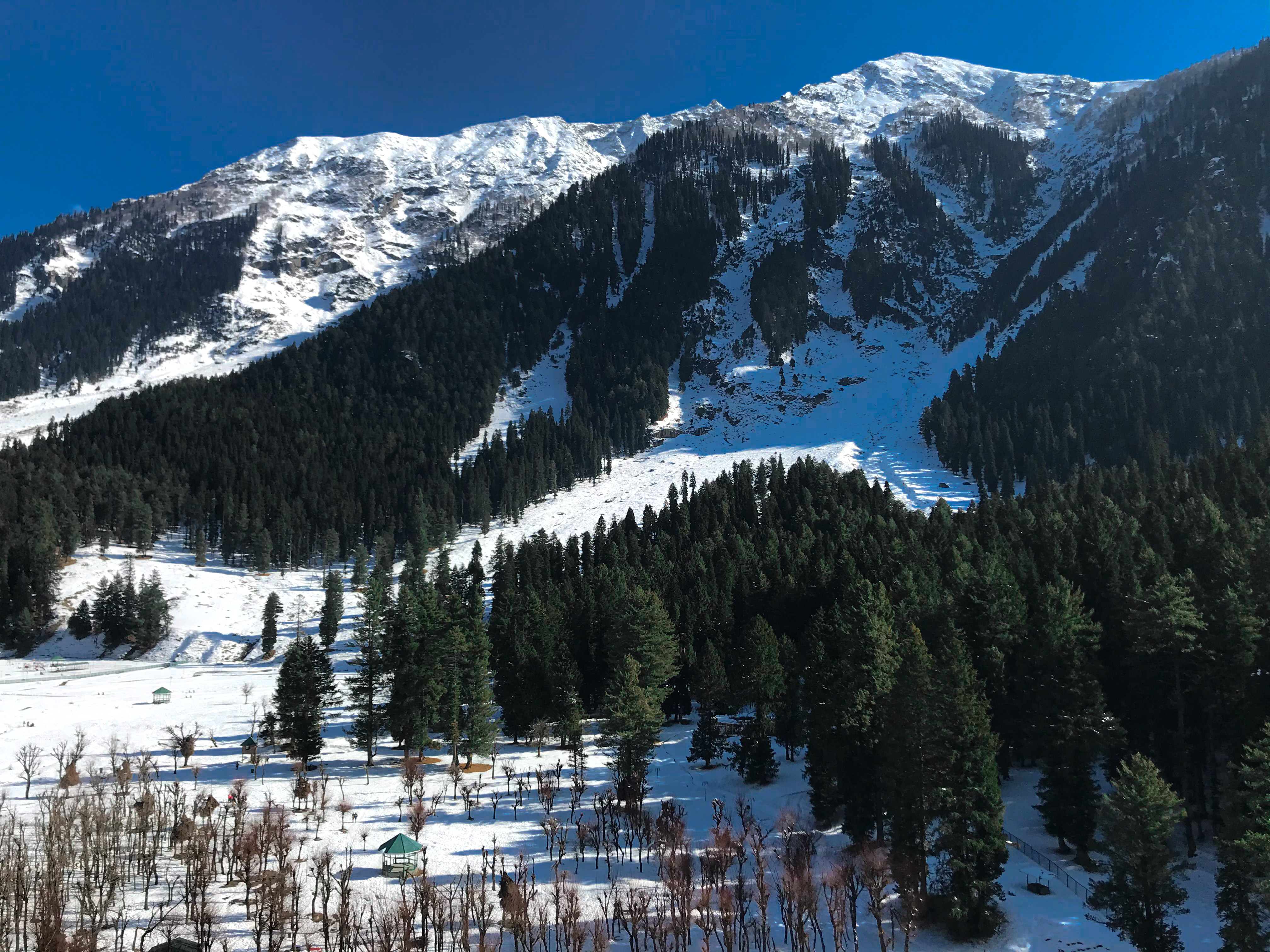
تم تصوير جزء من الفيلم في باهالغام وجامو وكشمير.

بدأ التصوير الرئيسي في 14 نوفمبر 2022 في ولاية آسام .  انضم روشان وبادكون وكابور إلى الجدول الزمني الذي أقيم في محطة تيزبور للقوات الجوية .  عاد الفريق إلى مومباي في 28 نوفمبر 2022 بعد الانتهاء من الجدول الأول لمدة 10 أيام في ولاية آسام.  
بالنسبة للجدول الثاني، انتقل الفريق إلى جامو وكشمير في 6 فبراير 2023. انضم أكشاي أوبيروي أيضًا إلى هذا الجدول.  عاد الفريق إلى مومباي في 12 فبراير، بعد التصوير في باهالجام في جامو وكشمير، حيث تم تصوير أغنية وعدد قليل من مشاهد الحركة التي صممها سونيل رودريغز. 
تم عقد الجدول الثالث في أكاديمية دونديجال للقوات الجوية في حيدر أباد لتصوير شخصية روشان كطالب في القوات الجوية يخضع للتدريب.  تم اختتام الجدول الثالث في حيدر أباد في 6 مارس.  
في 19 مارس، بدأ روشان التصوير في منزل من طابق واحد في تشيمبور للجدول الرابع في مومباي. وفي هذا الجدول انضم طلعت عزيز وتم تصوير بعض المشاهد العاطفية.  أفيد أن الجدول الزمني لمدة شهر سينتهي في 24 أبريل.  شارك كابور، عبر إنستغرام ، مقطع فيديو من وراء الكواليس لتمرينه في درجة حرارة -110 درجة مئوية للجدول الزمني.  قام الفريق أيضًا بتصوير مشهد ذروة مدته 25 دقيقة يتضمن تسلسلًا للحركة،  والذي قيل إن تصويره استغرق 120 ساعة (5 أيام). 
بالنسبة للجدول التالي، قام مصمم الإنتاج راجات بوددار وفريقه ببناء مجموعة واسعة تضم التصميمات الداخلية لقاعدة جوية وفصول دراسية ومكاتب في استوديوهات ياش راج في مومباي.  في 14 مايو، بدأ الجدول التالي بانضمام بادكون وروشان وكابور وغروفر إلى الجدول.  في 19 مايو، قام الفريق بتصوير مشاهد مجمعة لبادكون وكابور في مستعمرة ميسور ، شيمبور على مدار 3 أيام.  اعتبارًا من 22 مايو، تم تصوير المشاهد العاطفية بين بادوكون وروشان في تشانديفالي ، تم تصوير مشاهد عاطفية بين بادوك وروشان في تشانديوالي، مع وجود 20-30 كومبارس فقط لتجنب تسريب لقطات الفيلم عبر الإنترنت . 
تم الانتهاء من جدول مومباي في منتصف يونيو.  قام روشان بالتصوير داخل طائرة سوخوي سو-30 إم كي آي لأكثر من 12 يومًا.   تم تصوير المشاهد الدرامية بين روشان وكابور في أواخر أغسطس في مومباي.  في أوائل سبتمبر، تم تصوير أغنية تضم روشان وبادوكون، جنبًا إلى جنب مع طاقم الممثلين بأكمله، والتي صممها الثنائي بوسكو-قيصر ، في استوديوهات ياش راج.  في وقت لاحق من أوائل أكتوبر، قام الفريق بتغطية أغنيتين في سردينيا بإيطاليا.  تم الانتهاء من التصوير الفوتوغرافي الرئيسي بحلول 30 أكتوبر 2023 في استوديوهات ياش راج، واستمر التصوير لمدة 87 يوم عمل. 

### مرحلة ما بعد الإنتاج
تبدأ مرحلة ما بعد الإنتاج للفيلم بحلول أوائل يونيو 2023، بمجرد الانتهاء من تصوير الفيلم واستمر لمدة ستة أشهر حيث تضمن الفيلم رسومات حاسوبية واسعة النطاق وتأثيرات بصرية.  تم تنفيذ أعمال المؤثرات البصرية للفيلم بواسطة دي ان أي جي . 

## الأغاني
الأغاني الأصلية للفيلم من تأليف فيشال شيخار في حين أن النتيجة الأصلية كتبها سانشيت بهارا وأنكيت بهارا .  يتكون الألبوم من ست أغنيات، من بينها أغنية عاطفية واحدة.  تم الحصول على حقوق الموسيقى بواسطة تي سيريز .

## التسويق والإصدار

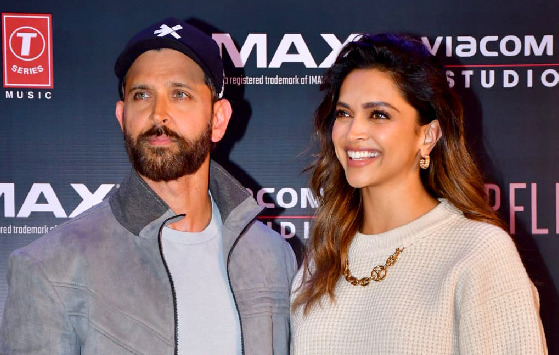
روشان وبادوكون يروجان للفيلم في عام 2024

صدر الإعلان التشويقي للفيلم في 8 ديسمبر 2023  تم إصدار المقطع الدعائي الرسمي للفيلم في 15 يناير 2024 
تم إصدار مقاتل في 25 يناير 2024، بالتزامن مع يوم الجمهورية الهندي .   في أكتوبر 2022، تم الإعلان عن تاريخ الإصدار في 25 يناير 2024.  تم منع عرض الفيلم في السينما في جميع أنحاء دول مجلس التعاون الخليجي .  

### وسائط المنزلية
تم عرض الفيلم لأول مرة على نتفليكس في 21 مارس 2024. 

## الاستقبال

### الاستجابة حرجة
حصل الفيلم على موقع الطماطم الفاسدة، 33٪ من 24 مراجعة من النقاد إيجابية ، مع متوسط تصنيف من 5.4/10.
إنديا توداي أعطت الفيلم 4/5 نجوم وأشادت بالحركة والعروض.  أعطت صحيفة تايمز أوف إينديا الفيلم 3.5 / 5 نجوم مشيدة بالأداء والجوانب الفنية.  أعطى موقع إن دي تي في الفيلم 2.5 / 5 نجوم مشيداً بالجوانب الفنية لكنه انتقد القصة المبتذلة.  أعطت  إكسبرس الهندية الفيلم 2.5 / 5 نجوم وانتقدت جينغوية المفرطة في الفيلم.  

### شباك التذاكر
اعتبارًا من 8 مارس 2024، حقق الفيلم أرباحًا 237.44 كرور روبية هندية (39 مليون دولار أمريكي) في الهند، مع مبلغ إضافي 99.76 كرور روبية هندية (17 مليون دولار أمريكي) في الخارج، بإجمالي عالمي قدره 337.2 كرور روبية هندية (56 مليون دولار أمريكي) .
في عطلة نهاية الأسبوع الافتتاحية، تصدر الفيلم شباك التذاكر العالمي بإجمالي 25 مليون دولار، بما في ذلك ظهوره لأول مرة في المركز الأول في شباك التذاكر النيوزيلندي .  